# Clubiona uenoi
Clubiona uenoi là một loài nhện trong họ Clubionidae.
Loài này thuộc chi Clubiona. Clubiona uenoi được Hirotsugu Ono miêu tả năm 1986.